# Деста Демтю
Рас Деста Демтю (~1898 — 24 февраля 1937) — эфиопский аристократ, зять императора Хайле Селассие. Родился в деревне Маскан (в наше время Зона Гураге). В 1924 году женился на старшей дочери императора принцессе Тенагне Ворк. У них было два сына и четыре дочери.

## Губернаторство в Сидамо
В 1930 году император Хайле Селассие назначил раса Деста губернатором провинции Сидамо, на место Бирру Вольде Габриеля.

## Итало-Эфиопская война (1935—1936)
Деста командовал войсками на южном фронте во время итало-эфиопской войны 1935—1936 годов. В январе 1936 года в битве у реки Ганале Дориа потерпел поражение от войск итальянского генерала Родольфо Грациани, и вынужден был отступить в административный центр своей провинции город Йирга-Алем. Там, вместе с деджазмачем Габре Мариамом, он реорганизовал выживших для борьбы с итальянцами.

## Период итальянской оккупации
Рас Деста продолжал противостоять итальянцам и после того, как император Хайле Селассие покинул Эфиопию в мае 1936 год.
После окончания сезона дождей, генерал Гелосо начал наступление с севера на позиции эфиопов. Но это наступление не дало особых результатов, в течение месяца фронт не сместился на какое-либо значительное расстояние. Итальянское подкрепление, пришедшее с юга, дало значительный перевес в сторону итальянцев. В итоге Десте пришлось покинуть Иргалем, который был захвачен 1 декабря 1936 года. Вместе с деджазмачем Габре Мариамом, деджазмачем Байне Меридом (губернатором провинции Бале) и небольшим количеством воинов, рас Деста ещё некоторое время ускользал от итальянцев.

## Смерть
Избегать генерального сражения у эфиопов не получилось, они попали в засаду у озера Шала, где произошла битва у Гогетти, в которой рас Деста потерпел сокрушительное поражение. Остатки армии были полностью уничтожены, самому Десте чудом удалось бежать. Он направился к месту своего рождения, где и был схвачен итальянцами и убит.

## Семья
Дочь Десты Демтю Аида Деста была эфиопской принцессой, женой Мангаши Сейюма. При режиме Менгисту Хайле Мариама отказалась от эмиграции и 14 лет провела в тюрьме Была прозвана Львицей Эфиопии.